# Karol Wojewoda
Karol Wojewoda (ur. 14 stycznia 1877 w Jagielnicy, zm. 12 lutego 1961 w Tarnowskich Górach) – polski rolnik, samorządowiec, działacz społeczny, polityk. Burmistrz Jagielnicy (1907–1919), naczelnik gminy Wygnanka, poseł na Sejm I kadencji (1922–1927) oraz II kadencji (1928-1930) (w okręgu wyborczym nr 54 Tarnopol–Trembowla–Skałat–Zbaraż–Podhajce–Czortków–Buczacz–Husiatyn–Borszczów–Zaleszczyki).